# Yuan de Manchukuo
O yuan ou iuane de Manchukuo (满洲国圆) foi a unidade de moeda do Império de Manchukuo de junho de 1932 a agosto de 1945.
A unidade monetária era baseada em um padrão básico de prata pura de 23,91 gramas. Substituiu o tael de Haikwan chinês, o sistema monetário local em uso comum e regular na Manchúria antes do Incidente de Mukden como moeda de curso legal.